# Gabriele Rommel
Gabriele Rommel, geb. Oelsner, (* 1953 in Leipzig) ist eine deutsche Germanistin.
Sie promovierte 1978 und habilitierte sich an der Universität Leipzig. Das Thema ihrer 1979 vorgelegten Dissertation A lautet Der Mensch als Universum. Die Verteidigung des Humanismus in den Studien und Fragmenten Friedrich von Hardenbergs (Novalis). Von April 1992 bis August 2019 war Gabriele Rommel Direktorin der Novalis-Forschungsstätte und Novalis-Museum Schloss Oberwiederstedt. In dieser Funktion gestaltete sie mehrere Ausstellungen und legte zahlreiche wissenschaftliche Publikationen zum Dichter der Frühromantik, Friedrich von Hardenberg, und dessen Umfeld vor. Von 2007 bis 2020 war sie Vorstandsmitglied im Arbeitskreis selbständiger Kultur-Institute e.V. – AsKI.

## Ehrungen
2018 erhielt sie die Ehrenmedaille des Landkreises Mansfeld-Südharz.
Im April 2022 erhielt sie als Novalis-Museumsdirektorin den Bundesverdienstorden verliehen.